# Charinus gertschi
Charinus gertschi es una especie de araña del género Charinus, familia Charinidae. Fue descrita científicamente por Goodnight and Goodnight en 1946.
Habita en América del Sur. El caparazón del macho descrito por Miranda, Giupponi, Prendini y Scharff en 2021 mide 3,92 mm de largo por 5,44 mm.